# توج
توز یا توج که همچنین طاووس هم نامیده شده در فارس قدیم و از توابع شاپورخوره در ۳۲ فرسنگی شیرازو بین شهر دالکی کنونی و روستای نظر آقا دشتستان واقع بوده است که برطبق اسناد محل دقیق این شهر باستانی را می‌توان دو روستای بنه جاموشی و سده و منطقه هوره در پشت رودخانه دالکی عنوان نمود زیرا براساس داستان‌های تار یخی محلی و نوع شغل ها و نام‌های بجا مانده از این تمدن کهن و خانه‌های کشف شده(در روستای سده) بیشتر به چشم می خورد.
شهر توز همزمان با دیگر تمدن‌های دیگر جنوب همچون شهر‌های باستانی دالکی ،آز ،زیراه ،جطوط،سنا در زلزله سال 576 شمسی به تخریب 90 درصدی همراه می گردد و صنعت پارچه و عطر سازی از خرما به‌طور کامل از بین می رود.
یاقوت حموی در آنجا که از پارچه‌های توزی اطلاعاتی می‌دهد که دارای بعضی نکات تازه است «جامه‌هایی است نازک با بافت لطیف به غربال شباهت دارند اما دارای رنگ‌هایی زیبا و حاشیه دوزی طلا هستند. اهالی خراسان به خصوص به این جامه‌ها علاقه‌مند بودند و به همین علت مقدار زیادی از این جامه‌ها به آنجا صادر می‌شد.»
نام این شهر در گزارش‌های مربوط به حرکت سفاین اسکندر مقدونی به صورت تائوکه هم آمده‌است. اصطخری نوشته‌است «توج شهری است بسیار گرم، در گودی جای دارد. خانه‌های آن از گل ساخته شده و شهر دارای نخل‌های فراوان است.» اصطخری از نظر وسعت آن را در ردیف شهر شاپور، اصطخر، کثه، جور و نوبندجان ذکر می‌کند.
در پارسی میانه این شهر توژک خوانده می‌شده‌است.
آب و هوای این شهر را گرم و خود توج را دارای نخلستان‌های فراوان نوشته‌اند.

## تاریخچه

تپه کوشک در نزدیکی شهر آباد (تنگستان) (احتمالاً توز قدیم)

در هنگام چیرگی عرب‌ها بر ایران توج دو بار گشوده‌شد که بار دوم آن در پی شورش مردمان آن سامان و راندن عرب‌ها زا درون شهر بوده‌است.
در دورهٔ اسلامی این شهر رونقی می‌یابد که اوج شکوفایی آن به سدهٔ دهم میلادی برمی‌گردد. در این زمان توج در میان راه گناوه به کازرون جای داشته و خود فراورندهٔ پارچه‌های کتانی بوده که این هر دو عامل سبب توانگری مردمان این سامان گشته‌است.
در روزگار شورش قرمطیان توج در برابر آنان ایستادگی نمود و اندکی پس از آن به سرزمین‌های زیر فرمان بوییان پیوسته‌شد. عضدالدوله دیلمی گروهی از عرب‌های شام را در توج جاگیر نمود.
پایان کار توج به سدهٔ دوازدهم میلادی بازمی‌گردد که در این زمان توج رو به ویرانی نهاد. حمدالله مستوفی که دو سده پس از این تاریخ از حدود توج گذر کرده در نوشته‌هایش از ویرانه‌های توج یاد می‌کند.